# Aurantinidină
Aurantinidina este un compus organic natural, aparținând clasei antocianidinelor. Este un pigment vegetal și acționează indicator natural de pH. Este un derivat hidroxilic de pelargonidină. Compusul a fost identificat în speciile Impatiens aurantiaca (Balsaminaceae), dar și în specii din genul Alstroemeria.